# Rutental
Das Landschaftsschutzgebiet Rutental liegt auf dem Gebiet des Fleckens Bruchhausen-Vilsen im niedersächsischen Landkreis Diepholz.
Das aus zwei Teilflächen bestehende 297 ha große Gebiet, das im Jahr 1974 unter Schutz gestellt wurde, erstreckt sich südlich des Kernortes Bruchhausen-Vilsen. Unweit westlich des Gebietes verläuft die B 6, hindurch fließt die Obere Eiter.